# Dr JS Moroka
Dr JS Moroka – gmina w Republice Południowej Afryki, w prowincji Mpumalanga, w dystrykcie Nkangala. Siedzibą administracyjną gminy jest Siyabuswa.